# Szászlekence

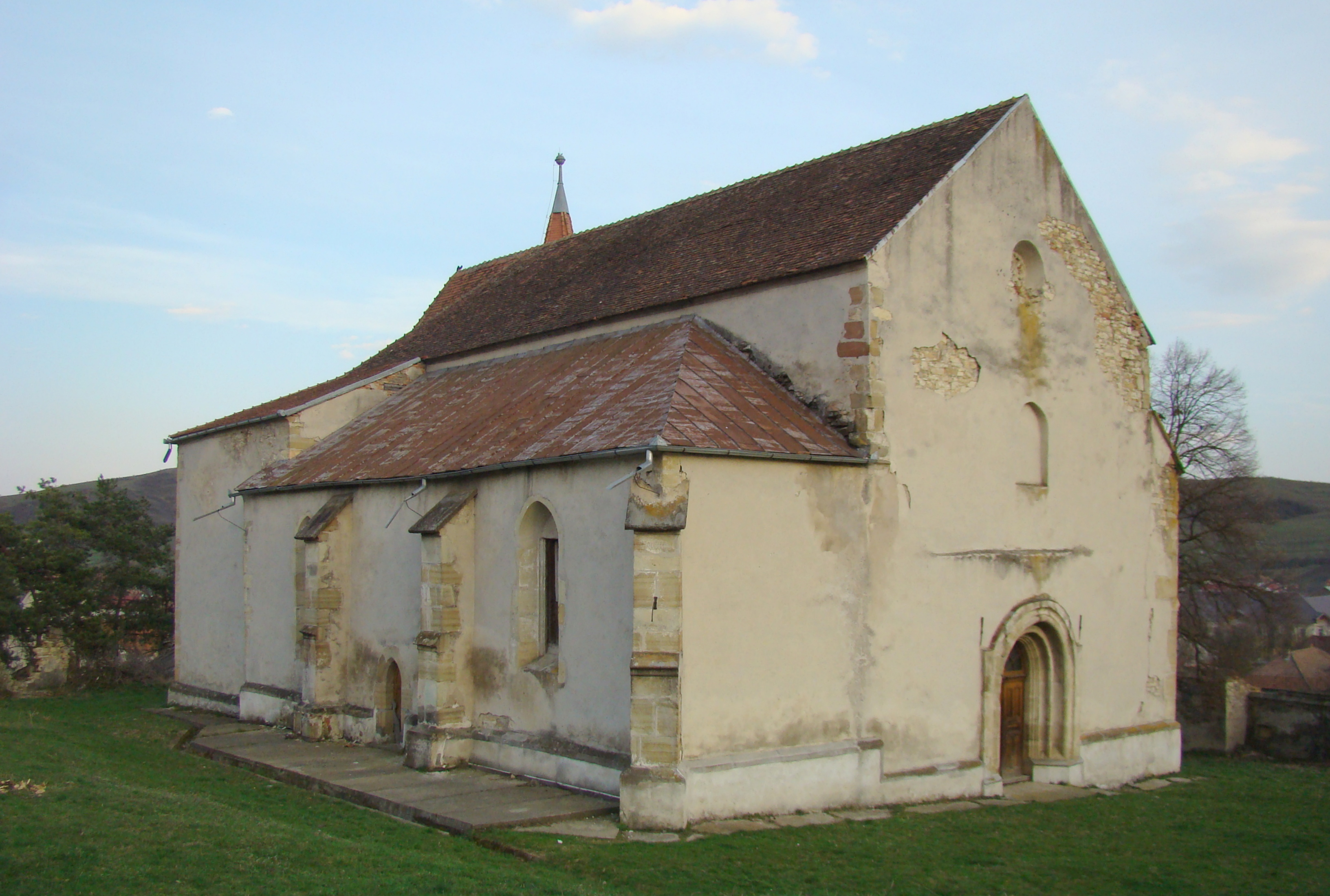

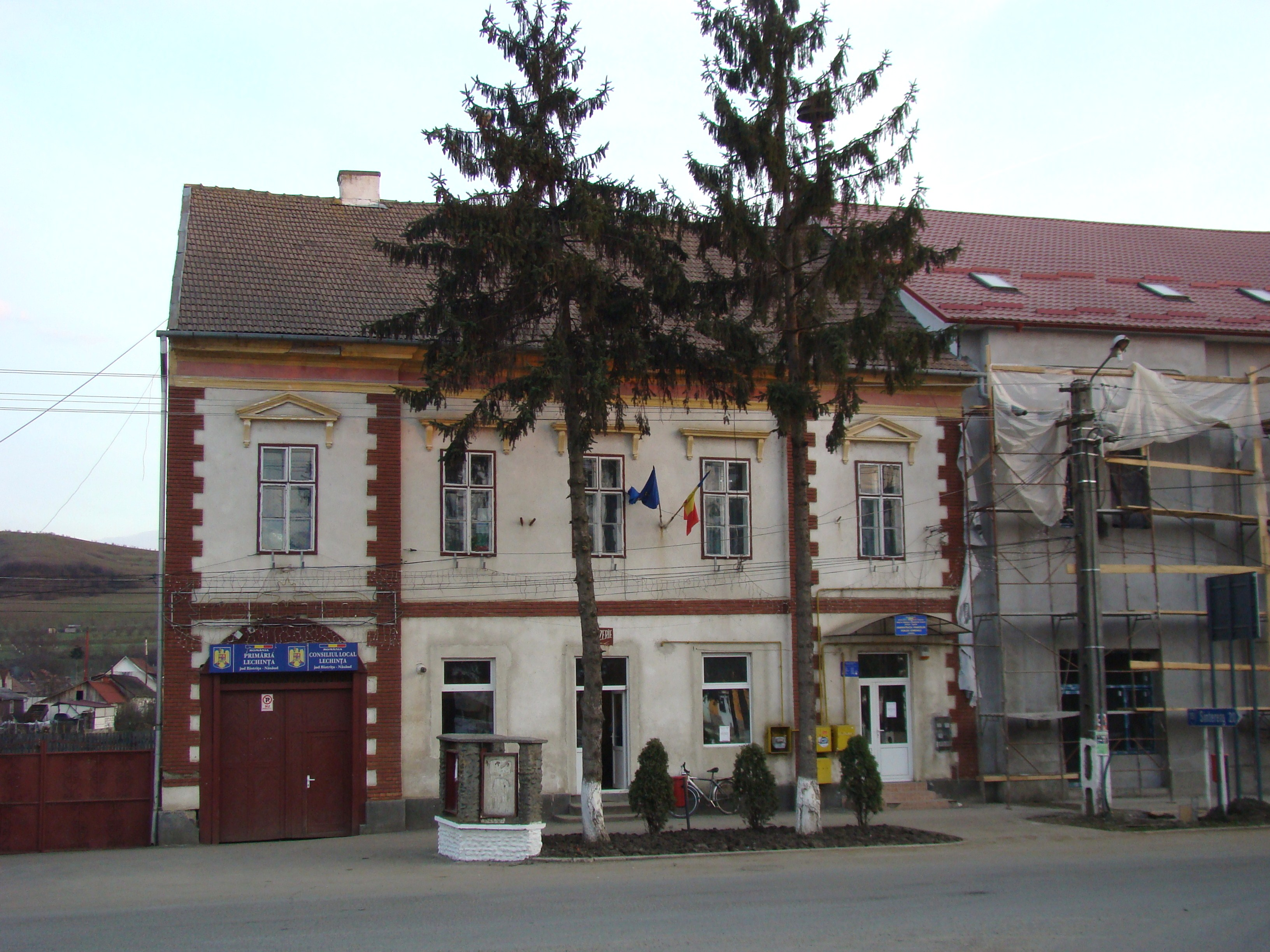
A községháza

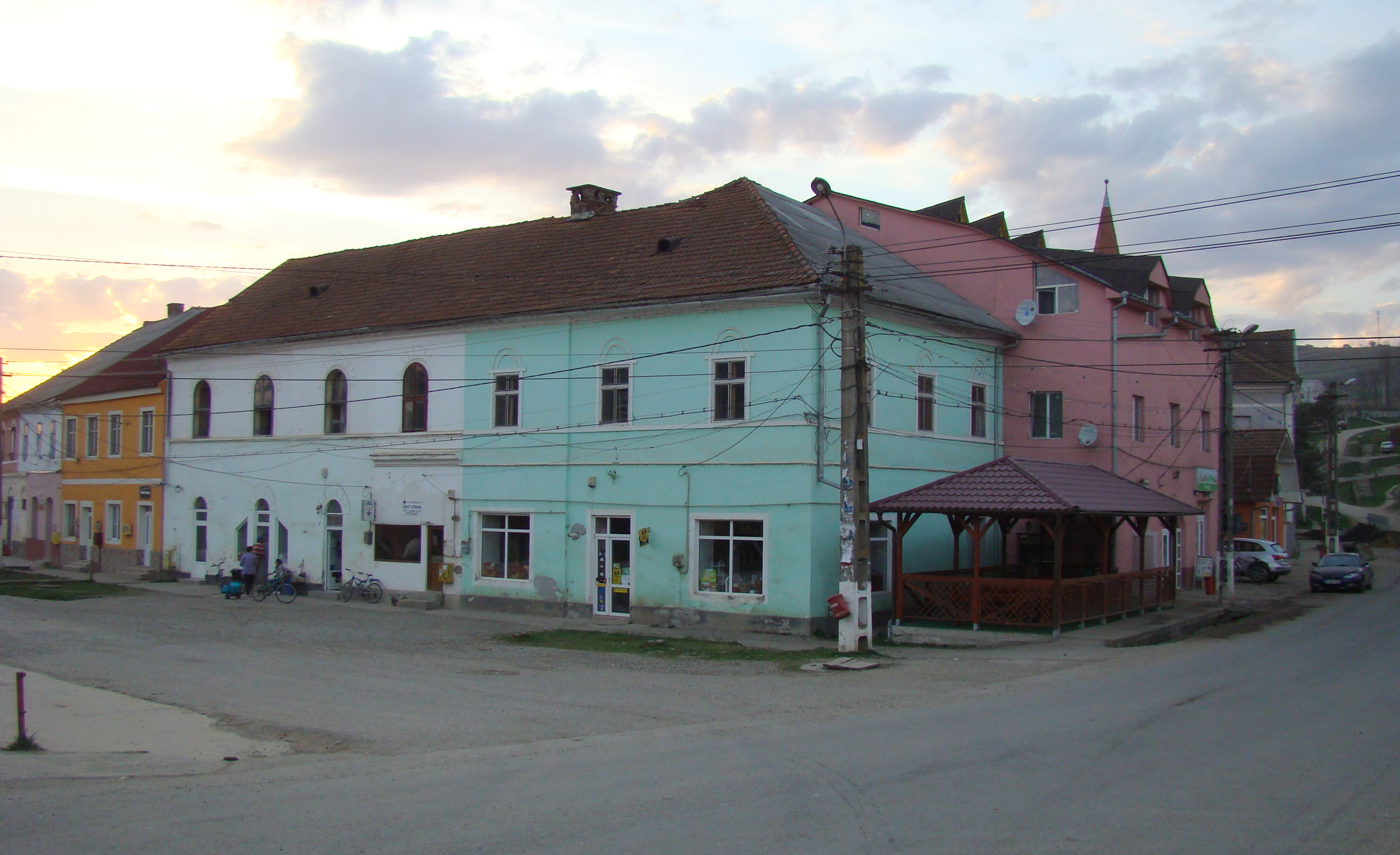

Szászlekence, 1910-ig Lekence (románul: Lechința, románul: Lechnitz, szászul Lachenz) falu Romániában, Erdélyben, Beszterce-Naszód megyében.

## Nevének eredete
Neve víznévből való, amely Kiss Lajos szerint szláv eredetű és töve a cseh lekno ('tündérrózsa') szóval lehet párhuzamos. Először 1285-ben említették, Lekicencha, Lekencha és Lekenche alakban.

## Fekvése
Besztercétől 22 km-re délnyugatra, a Mezőségen fekszik.

## Népessége

### A népességszám változása
Népessége az elmúlt 160 év folyamán népszámlálásról-népszámlálásra nőtt, csupán az első világháború idején torpant meg a növekedés.

### Etnikai és vallási megoszlás
- 1850-ben 1514 lakosából 1249 volt szász, 194 cigány és 64 román nemzetiségű; 1438 evangélikus, 69 görög és hét római katolikus vallású. Amint látható, a cigány közösség is az evangélikus egyházközséghez tartozott.
- 1910-ben 2355 lakosából 1360 volt német, 562 román, 225 cigány és 208 magyar anyanyelvű; 1432 evangélikus, 502 görögkatolikus, 161 zsidó, 110 református, 97 unitárius és 49 római katolikus vallású.
- 2002-ben 2795 lakosából 2119 volt román, 566 cigány, 97 magyar és kilenc német nemzetiségű; 2561 ortodox, 83 református, 40 pünkösdi és 35 baptista vallású.

## Története
Középkori szász telepítés. 1332-ben 69 tűzhelyet számlált. 1453-ban vásártartási, 1474-ben pallosjogot kapott. Beszterce vidékéhez tartozott.
1602-ben Basta katonái teljesen elpusztították és még 1642-ben is csak nyolc család lakta. 1713-ban 28 szász és 5 román, 1750-ben 64 szász, 30 román és négy cigány családot írtak össze benne. A románokat a határőrség felállításakor Naszód vidékére telepítették. 1800-ban kapott szabadalmat országos állat- és kirakodóvásár tartására minden év május 30-a és június 1-je között, 1821-ben pedig hetivásár tartására. Az 1850-es években és 1934 után járási székhely volt. 1866-ban gyógyszertár létesült benne. 1876-ban Beszterce-Naszód vármegyéhez csatolták, a vármegye legnépesebb, szász többségű községe volt. Zsidók is letelepültek benne, akik az 1880-as években építettek maguknak zsinagógát. A közösségnek 1906-tól 1944-ig saját rabbija volt. Szász lakosságát a Wehrmacht 1944. szeptember 17-én evakuálta a közeledő front elől. Egy részüket a szovjet csapatok visszatelepítették, ők és utódaik a század utolsó harmadában hagyták el Romániát. A szászok többsége 1946-ban Rothenburg ob der Tauber környékén települt le. 1944. október 11-én a falu mellett heves csata zajlott le a szovjet és a Sebő Ödön vezette magyar utóvédek között.

## Látnivalók
- A református (korábban evangélikus) erődtemplom egy dombon áll. A háromhajós teremtemplom gótikus stílusú, amelyet a mainál eredetileg magasabb, szabálytalan ellipszis alaprajzú kőfal kerít. A harangtorony a templomtól külön, a fal síkjában áll.

## Gazdasága
- A település elsősorban tejipari üzeméről nevezetes, amely Erdély-szerte saját boltokat is fenntart.
- Szászlekence borvidék központja, melynek bejegyzett fajtái az olaszrizling, a szürkebarát, a piros tramini, az ottonel muskotály, a sauvignon blanc, a neuburger, a királyleányka, a fehér leányka és a chardonnay.[7] A mai község területén 1947-ben még négyszáz, 2013-ban csak százötven hektáron termesztettek szőlőt.[8]
- A lekencei szászok egykor hagymatermesztésükről voltak híresek. A 2010-es évek elejétől egyre nagyobb területen ültetnek Szászlekencén homoktövist, amelyből Besztercén állítanak elő levet és olajat.[9]
- A faluban 2012-ben tíz hektáros, 1,7 MW elektromos kapacitású napenergiapark épült.[10]

## Híres emberek
- Itt született 1941-ben Hans Raidel német keresztényszociális politikus.
- Itt született 1969-ben Călin Teutişan irodalomkritikus, irodalomtörténész.